# Lover (bài hát của Taylor Swift)
"Lover" là một bài hát được sáng tác và thu âm bởi nữ ca sĩ kiêm nhạc sĩ người Mỹ Taylor Swift trong album thứ bảy của cô là Lover (album) (2019). Bái hát được sản xuất bởi Jack Antonoff và Swift, "Lover" được phát hành dưới dạng đĩa đơn thứ ba của album vào ngày 16 tháng 8 năm 2019 bới hãng đĩa Republic Records. Với mục đích tạo ra một bản nhạc về tình yêu vượt thời gian, Swift đã viết lên những câu hát về một mối quan hệ thân thiết gắn bó với người bạn đời của mình trọn đời. Về phần bridge được cô viết lên những câu hát như những lời thề trong lễ cưới. Về mặt âm nhạc, ca khúc theo nhịp waltzing kết hợp với dòng nhạc Indie folk nhạc pop và nhạc đồng quê cùng với các nhạc cụ được tham gia lấy cảm hứng từ những năm 1960 và 1970 được kết hợp với các nhạc cụ như là guitar acoustic, dây đàn pizzicato và trống snare.
Các nhà phê bình âm nhạc ca ngợi "Lover" vì cách sản xuất một cách đầy lãng mạn ca từ lôi cuốn chân thực. Bài hát xuất hiện trong các ấn phẩm như Billboard, Complex Network và Pitchfork, đồng thời bài hát nhận được đề cử Bài hát của năm tại lễ trao giải Grammy lần thứ 62. Trên Billboard Hot 100 của Hoa Kỳ, đĩa đơn này dành vị trí thứ mười. "Lover" cũng dành vị trí top mười trên các bảng xếp hạng đĩa đơn của Úc, Canada, Ireland, Malaysia, New Zealand và Singapore đĩa đơn đã nhận được chứng nhận bạch kim ở Úc, Hoa Kỳ và Canada 
Taylor Swift lần dầu tiên biểu diễn trực tiếp "Lover" tại Lễ trao giải MTV Video Music 2019. Video âm nhạc của bài hát do Swift và Drew Kirsch đạo diễn đã được công chiếu trên YouTube vào ngày 22 tháng 8 năm 2019. Video được lấy cảm hứng của ngày Lễ Giáng Sinh về một cặp vợ chồng sống trong một căn nhà nhỏ trong quả cầu tuyết gồm bảy căn phòng và bảy căn phòng này đều có màu sắc riêng biệt. Nó đã được đề cử Video Pop xuất sắc nhất và MTV Video Music Award for Best Art Direction tại Lễ trao giải Video âm nhạc MTV năm 2020. Republic Records đã phát hành ba phiên bản khác của "Lover" - một bản remix kết hợp với nam ca sĩ người Canada Shawn Mendes, một bản remix của Dàn nhạc có phụ đề "First Dance Remix" và một bản hát trực tiếp được thu âm tại buổi hoà nhạc City of Lover

## Bối cảnh và sản xuất

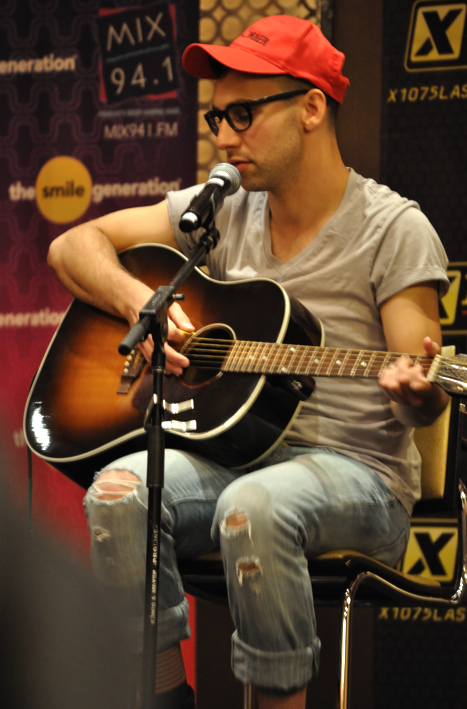
Jack Antonoff đồng sản xuất Lover

Taylor Swift đã miêu tả album phòng thu thứ bảy của cô, Lover là "một bức thư tình để gửi gắm, truyền tải cảm xúc qua mộ ánh mắt lãng mạn". Album mất dưới ba tháng để thu âm, quá trình thu âm kết thúc vào tháng 2 năm 2019 . Nó được phát hành vào ngày 23 tháng 8 năm 2019. "Lover" mang âm hưởng Pop rock và Synth-pop theo phong cách của những năm 1980. Các bài hát trong album về các chủ đề khác, sự chấp nhận bản thân hay các chủ đề khác, khám phá được nhiều tính cách của Swift và giải phóng cảm xúc của cô ấy để đón nhận những điều mới trong tương lai. Các chủ đề lấy cảm hứng từ các album trước như Reputation (2018).  Nhạc sĩ Jack Antonoff, người đã làm việc với Taylor Swift trong hai album trước của cô (1989 và Reputation) đã đồng sản xuất 11 bài hát cho Lover. 
Ca khúc chủ đề "Lover" là một trong ba bài hát (cùng "Cornelia Street" và "Daylight") trong album do chính Swift viết lời.  Cô viết "Lover" vào một đêm muộn ở nhà riêng ở Nashville, Tennessee trên cây đàn piano, và gửi bản ghi âm của bài hát cho Antonoff, hai người đã đến studio Electric Lady Studio ở thành phố New York cũng với thu âm Laura Sisk vào ngày hôm sau để thu âm bài hát, mất sáu giờ đồng hồ.  Họ thay thế tiếng piano thành tiếng đàn guitar và thêm bridge và Antonoff cho biết "ghi chú" của album. Swift và Antonoff được chỉ định là nhà sản xuất, Sisk và John Rooney đã thu âm bài hát, Serban Ghenea chịu trách nhiệm hòa âm, và John Hanes được giao phụ trách kĩ thuật.

## Lời và nhạc
Tôi đang ngồi chơi piano trên gác xép của mình, và tôi đã có phần điệp khúc cho bài hát, tôi sáng tác nó khá nhanh. Và tôi tạo ra nhịp điệu cho nó và câu đầu tiên như hoà quyện vào nhau. Sau đó tôi đã dành một chút thời gian để viết đoạn bridge vì tôi muốn đoạn bridge là điểm nhấn cho bài hát. Cái đoạn ấy đối với tôi không chỉ là một đoạn bridge mà nó sẽ là một dòng thời gian dài. Đôi khi tôi thích tưởng tượng đoạn bridge giống như một câu chuyện ngụ ngôn hay giống như một thế giới cổ tích mở rộng ra dựa trên những lời nhạc chưa được chi tiết ở thời điểm ban đầu. "Can I go where you go/ Can we always be this close forever and ever" phần lời hoàn chỉnh sẽ ít chi tiết hơn, nhưng khi đến đoạn bridge bạn sẽ từ từ nhận ra và thốt lên ồ nó không chỉ là một đoạn bridge nó mở rộng ra tất cả.— Taylor Swift "9 Taylor Swift Moments That Didn't Fit in Our Cover Story", Rolling Stone

"Lover" được viết bởi Taylor Swift và được sản xuất bởi Jack Antonoff. Nó dài ba phút bốn mốt giây, viết trên khoá Sol trưởng được đặt trong nhịp   12
8 với nhịp độ 74 nhịp mỗi phút kếp hợp với giọng hát của Taylor Swift nằm trong khoảng từ E3 đến D5.Alice Vincent của The Daily Telegraph và Louise Bruton của The Irish Times đã miêu tả "Lover" là một bài ca đồng quê,tuy nhiên Jason Lipshutz của Billboard không đồng ý vớ đánh giá này cho rằng: "Lover, không phải là một bài ca đồng quê, nhưng nó chắc chắn thể hiện khả năng sáng tác và đánh dấu phần lớn sự nghiệp của Taylor Swift"  